# Dubnické štrkovisko
Dubnické štrkovisko este o arie protejată (arie de protecție specială avifaunistică — SPA) din Slovacia întinsă pe o suprafață de 40,77 ha, integral pe uscat.

## Localizare
Centrul sitului Dubnické štrkovisko este situat la coordonatele 48°58′16″N 18°08′55″E / 48.971191°N 18.148568°E.

## Înființare
Situl Dubnické štrkovisko a fost declarat arie de protecție specială avifaunistică în iulie 2003 pentru a proteja 28 de specii de animale.

## Biodiversitate
Situată în ecoregiunea alpină, aria protejată conține 1 habitat natural: Lacuri eutrofice naturale cu vegetație de tip Magnopotamion sau Hydrocharition.
La baza desemnării sitului se află mai multe specii protejate de  păsări (28): lăcar mare (Acrocephalus arundinaceus), lăcar-de-rogoz (Acrocephalus schoenobaenus), rață sulițar (Anas acuta), rață pitică (Anas crecca), rață mare (Anas platyrhynchos), Anas strepera strepera, gâscă cenușie (Anser anser), gâscă de semănătură (Anser fabalis), egretă mare (Ardea alba), stârc roșu (Ardea purpurea), rață-cu-cap-castaniu (Aythya ferina), rața moțată (Aythya fuligula), barză albă (Ciconia ciconia), barză neagră (Ciconia nigra), erete de stuf (Circus aeruginosus), lebădă de vară (Cygnus olor), presură de stuf (Emberiza schoeniclus), stârc pitic (Ixobrychus minutus), stârc de noapte (Nycticorax nycticorax), grangur (Oriolus oriolus), corcodel mare (Podiceps cristatus), cresteț pestriț (Porzana porzana), cristei de baltă (Rallus aquaticus), pițigoi-pungar (Remiz pendulinus), Spatula clypeata, rață cârâitoare (Spatula querquedula), chiră de baltă (Sterna hirundo), corcodel mic (Tachybaptus ruficollis).
Pe lângă speciile protejate, pe teritoriul sitului au mai fost identificate 11 specii de plante.